# Irmão leigo

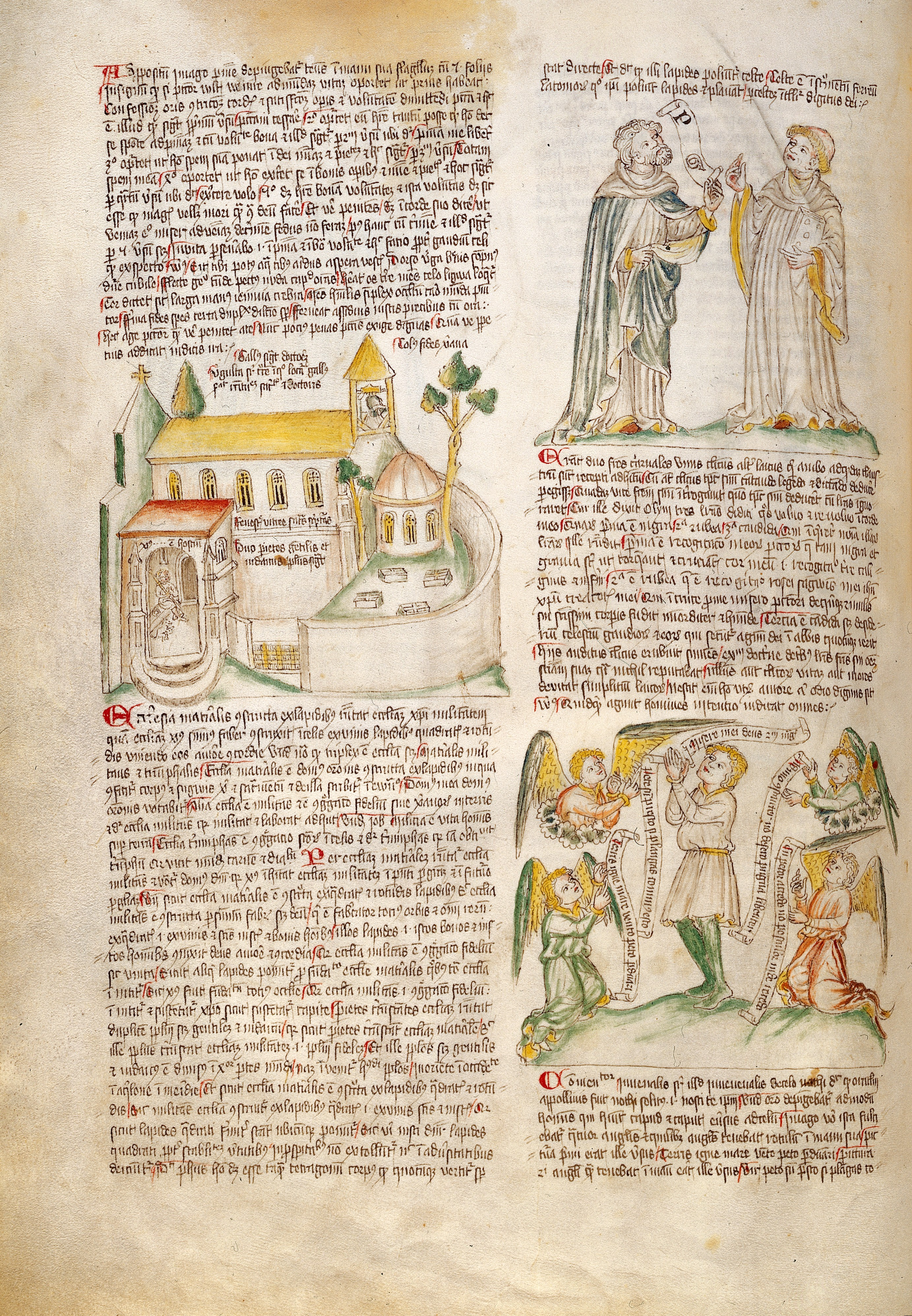
No alto à direita deste manuscrito medieval estão um irmão leigo e um monge.

No passado, o termo irmão leigo foi utilizado pelos institutos religiosos católicos para distinguir membros que não eram ordenados dos que já eram clérigos (padres, diáconos e seminaristas). Atualmente o termo é considerado por alguns por causa da desigualdade histórica entre irmãos e clérigos. O termo "leigo" também já foi utilizado no passado para designar uma pessoa "não educada". Ao invés dele, o termo "irmão religioso" ou simplesmente "irmão" é mais apropriado para fazer referência a um religioso juramentado que não é nem padre, nem diácono e nem seminarista. 
Nas comunidades religiosas modernas, os irmãos religiosos não são mais restringidos pelas desigualdades institucionais do passado e desfrutam do mesmo status, direitos e oportunidades que seus irmãos padres e seminaristas, com exceção dos direitos e deveres decorrentes do ministério sacramental. Os irmãos geralmente são treinados em matérias acadêmicas, profissionais ou técnicas adequadas aos seus interesses e habilidades e podem ser encontrados em diversos ministérios. Muitos também estudam teologia, as Escrituras e filosofia, apesar de haver uma grande variação no que tange à intensidade e duração dos currículos acadêmicos oferecidos.

## História
Embora a vida religiosa tenha começado com as comunidades de eremitas e monges do deserto nas quais ninguém era ordenado, com o tempo a Igreja começou a misturar a vida monástica com ministros ordenados. Neste contexto, uma rígida hierarquia finalmente emergiu na qual os irmãos eram restritos a papeis secundários, trabalhos manuais e outros assuntos seculares de um mosteiro ou priorado. Por outro lado, os monges do coro (padres e seminaristas) do mesmo mosteiro cuidavam da Liturgia das Horas, da Opus Dei ("Obra de Deus"), do ministério sacramental, das celebrações litúrgicas e dos estudos formais. O termo é também utilizado para designar os irmãos nas congregações religiosas fundadas depois da Reforma que, apesar de terem professado os votos particulares a sua comunidade religiosa, não foram ordenados por um bispo como diáconos ou padres e, por isso, são chamados de "religiosos leigos", onde "leigo" significa simplesmente "não-clérigo".
Esta distinção não existia no início do monasticismo ocidental. A maioria dos monges beneditinos não eram clérigos e todos realizavam trabalhos manuais. A palavra "conversi" era utilizada apenas para designar os que tinham tomado o hábito no final da vida em contraste com os oblatos ("oblati") e os "nutriti". Mas, no começo do século XI, o tempo dedicado aos estudos já havia aumentado significativamente e, por isso, uma grande proporção dos monges eram ordenados, mesmo embora um grande número de analfabetos tenha abraçado a vida religiosa. Na mesma época, determinou-se que deveria ser regulada a posição dos "famuli", os criados contratados de um mosteiro, para incluir alguns deles à família monástica. Para isto, na Itália, os irmãos leigos foram criados e encontramos tentativa similar de organização na Abadia de São Benigno, em Dijon, por ordem de Guilherme de Dijon (m. 1091) e Ricardo de Verdun (m. 1046), enquanto que, na Abadia de Hirschau, o abade Guilherme (m. 1091) criou regras distintas para os fratres barbati e os exteriores.
Na Abadia de Cluny, o trabalho manual foi relegado principalmente aos criados pagos, mas os cartuxos, cistercienses, a Ordem de Grandmont e a maioria das ordens religiosas posteriores possuíam irmãos leigos, a quem eram entregues as tarefas seculares. Em Grandmont, o controle completo das propriedades da ordem pelos irmãos leigos levou a distúrbios sérios e, finalmente, à ruína da ordem; as regras estritas dos cistercienses os protegia de um destino similar e fizeram dela um modelo para ordens posteriores. Na Inglaterra, os "Monges Negros" (beneditinos), segundo alguns escritores da época, fizeram apenas um uso limitado de irmãos leigos, pois era mais conveniente pagar pelo atendimento. Assim, segundo o historiador monástico, Dom Taunton, "naqueles dias, nos mosteiros beneditinos ingleses, não havia irmãos leigos". Por outro lado, porém, eles foram mencionado dos "Coutume" da Abadia de Santo Agostinho, em Cantuária, e na Abadia de Westminster.

## Vida como irmão leigo

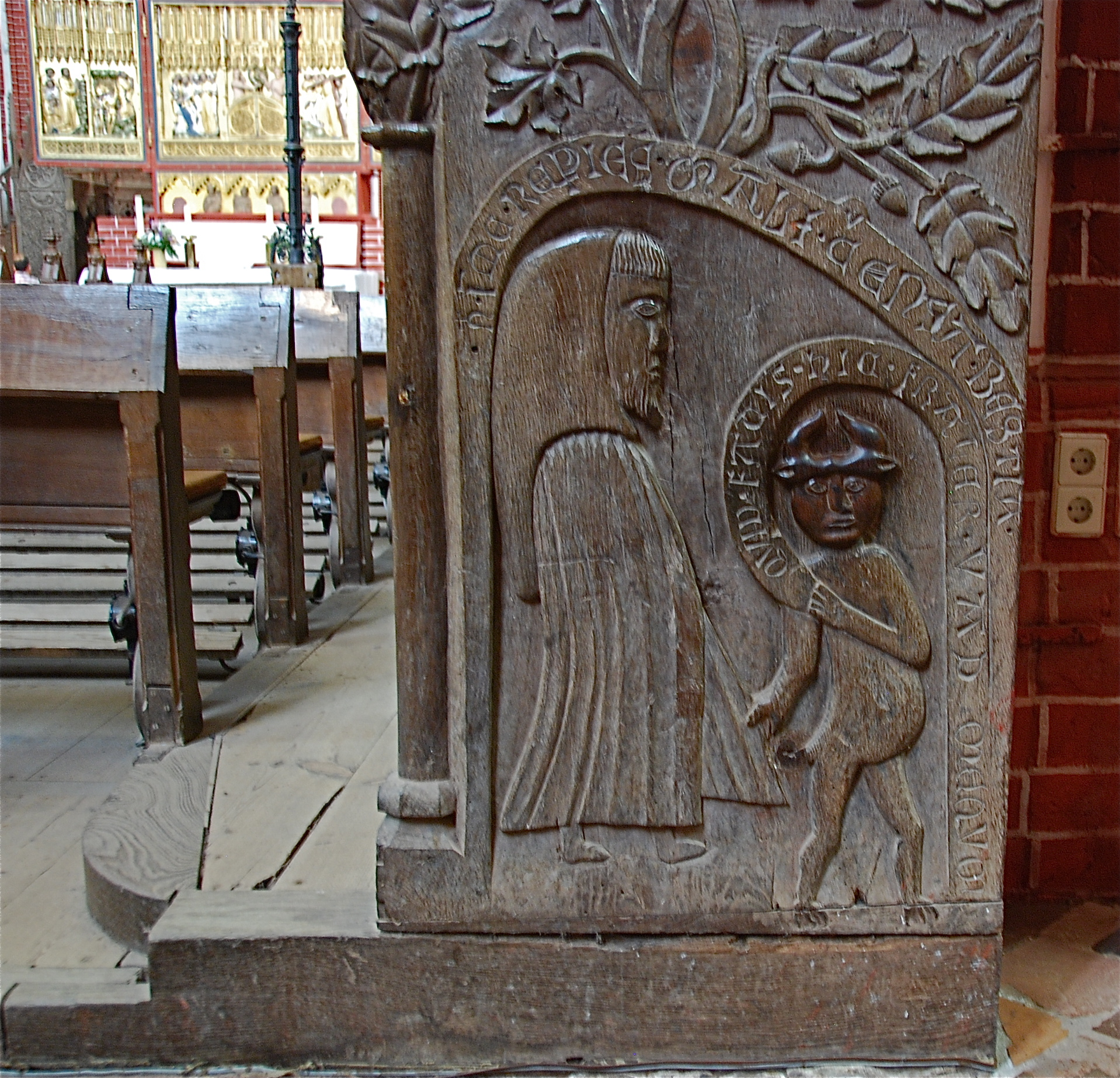
Tentação de um irmão leigo pelo diabo num banco do coro da Abadia de Doberan.

Muitos irmãos leigos eram camponeses iletrados que realizavam trabalhos domésticos ou agriculturais da comunidade. Alguns eram treinados em alguma profissão artística e outros preenchiam posições administrativas. De maneira geral, o papel dos irmãos leigos eram limitados na maioria das comunidades, o que não significa que eles não fossem importantes; na realidade, o sucesso econômico e a estabilidade do mosteiro ou comunidade dependia nas habilidades e no trabalho dos irmãos leigos.
Eles eram separados de seus irmãos por alguma diferença em seu hábito: por exemplo, os irmãos leigos cisterciense vestiam uma túnica marrom (e não branca) com o escapulário negro; no coro, vestiam uma longa capa e não o cuculo; os irmãos leigos valombrosanos vestiam um chapéu ao invés de um capuz e seus hábitos eram mais curtos; os irmãos leigos beneditinos ingleses vestiam um capuz de formato diferente do capuz dos monges do coro e nenhum cuculo; um irmão leigo dominicano usava um escapulário branco e não negro. Em algumas ordens, exigia-se que eles recitassem diariamente o "Pequeno Ofício de Nossa Senhora", mas geralmente o trabalho deles nos campos (longe da igreja) os impedia de fazê-lo e eles acabavam rezando "pai nossos", "ave marias" e "glórias" no lugar.

## Irmãs leigas
As irmãs leigas eram encontradas na maioria das ordens femininas e sua origem, como no caso dos irmãos leigos, pode ser encontrada na necessidade de prover às freiras mais tempo para trabalhar e estudar. Geralmente elas serviam como a "irmã externa" da comunidade: aquela que tinha a missão de receber visitantes e gerenciava a relação entre as freiras enclausuradas e o mundo externo. Elas também se diferenciavam por hábitos diferentes das freiras do coro e seu ofício era o Pequeno Ofício de Nossa Senhora ou uma certa quantidade de orações. É possível que elas tenham aparecido antes dos irmãos leigos, tendo sido mencionadas pela primeira vez na Vita de São Dênis, do século IX. Na Alta Idade Média era possível ainda encontrar casos esparsos de irmãos leigos em conventos femininos e irmãs leigas em mosteiros, sempre em edifícios separados, um arranjo que há muitos séculos não existe mais.

## Mudanças posteriores
Os irmãos ainda existem em diversas ordens religiosas e algumas são compostas inteiramente por eles enquanto outras contam com padres, seminaristas e irmãos. Alguns vivem em comunidades contemplativas (nas quais geralmente são chamados de monges).
As mudanças provocadas pelo Concílio Vaticano II incluíam o pedido à todos os institutos religiosos para que re-examinassem e renovassem suas origens. Como resultado, a maioria das distinções citadas acima, de vestuário e regime espiritual, foram abolidas ou mitigadas e a maioria dos institutos atualmente tem direitos iguais para leigos e clérigos.